# Парагвај на Светском првенству у атлетици у дворани 2016.
Парагвај је учествовао на 16. Светском првенству у атлетици у дворани 2016. одржаном у Портланду од 17. до 20. марта. Репрезентацију Парагваја на њеном четрнаестом учествовању на светским првенствима у дворани представљао је један атлетичар који се такмичио у трци на 60 метара.,
На овом првенству такмичар Парагваја није освојио ниједну медаљу али је оборио лични рекорд.

## Учесници
Мушкарци:
- Хесус Мануел Касерес — 60 м

## Резултати

### Мушкарци
| Атлетичар            | Дисциплина | Лични рекорд | Квалификације | Квалификације | Полуфинале           | Полуфинале           | Финале               | Финале       | Детаљи |
| Атлетичар            | Дисциплина | Лични рекорд | Резултат      | Место         | Резултат             | Место                | Резултат             | Место        | Детаљи |
| -------------------- | ---------- | ------------ | ------------- | ------------- | -------------------- | -------------------- | -------------------- | ------------ | ------ |
| Хесус Мануел Касерес | 60 м       |              | 7,05 ЛР       | 7. у гр. 6    | Није се квалификовао | Није се квалификовао | Није се квалификовао | 48 / 53 (56) |        |